# Hodur
Hodur (lub Höd, Hedr, Hödr, Hoder, Höthur, Hedhr; dosł. „Wojownik”) – w mitologii nordyckiej ślepy bóg, syn Odyna i Frigg, brat Baldura. Nieświadomie zabił swojego brata, za namową Lokiego, przy pomocy strzały wykonanej z jemioły. Zgładzony przez boga imieniem Wali.
Po Ragnaröku Hodur i Baldur powrócą do życia w nowym świecie i razem będą rządzić w Gimle.